# Вязников, Александр Юрьевич
Александр Юрьевич Вязников (род. 1963) — российский военачальник, генерал-лейтенант, заместитель командующего Воздушно-десантными войсками РФ по воздушно-десантной подготовке (с февраля 2020).

## Образование
- Рязанское высшее воздушно-десантное командное училище им. Ленинского комсомола (1984)
- Военная академия им. М. В. Фрунзе (1998)
- Военная академия Генерального штаба Вооружённых сил РФ (2007)

## Биография
Александр Вязников родился в 1963 году.
С 1980 по 1984 год — курсант 10-й роты Рязанского высшего воздушно-десантного командного училища им. Ленинского комсомола.
С 1984 по 1995 год — проходил службу в должностях командира парашютно-десантного взвода, заместителя командира парашютно-десантной роты по воздушно-десантной подготовке, командира парашютно-десантной роты, начальника штаба и командира парашютно-десантного батальона в 51-м гвардейском парашютно-десантном полку 106-й гвардейской воздушно-десантной дивизии под командованием Александра Лебедя (г. Тула).
С 1995 по 1998 год — слушатель Военной академии им. М. В. Фрунзе.
С 1998 по 2000 год — начальник штаба - заместитель командира 108-го гвардейского парашютно-десантного полка 7-й гвардейской воздушно-десантной дивизии (г. Новороссийск).
С 2000 по 2002 год — командир 108-го гвардейского парашютно-десантного полка 7-й гвардейской воздушно-десантной дивизии.
С 2002 по 2003 год — заместитель командира 7-й гвардейской воздушно-десантной дивизии.
С 2003 по 2005 год — начальник штаба - заместитель командира 7-й гвардейской воздушно-десантной дивизии.
С 2005 по 2007 год — слушатель Военной академии Генерального штаба Вооружённых сил РФ.
С 2007 по 2010 год — командир 106-й гвардейской воздушно-десантной дивизии (г. Тула).
Во время командования дивизией исполнял обязанности начальника Тульского военного гарнизона. В июне 2009 года попал в поле зрения СМИ в связи с инцидентом связанным с квартирно-эксплуатационной частью Тульского военного гарнизона, когда 12 семей Тульского вертолетного полка подали иск в военную прокуратуру Тульского гарнизона, о предоставлении им квартир, которые впоследствии у них отняли.
С 2010 по 2012 год — командир 7-й гвардейской десантно-штурмовой (горной) дивизии (г. Новороссийск). С 2012 по 2019 год — заместитель командующего Воздушно-десантными войсками РФ по миротворческой деятельности и коллективным силам оперативного реагирования. Указом Президента РФ от 11 декабря 2015 года №619 присвоено воинское звание «генерал-лейтенант». С 2016 по 2017 год выполнял специальные задачи в Сирийской Арабской Республике.
Согласно заявлениям Службы безопасности Украины и украинского политического руководства, в 2014 году Вязников руководил действиями коллективных сил оперативного реагирования в Луганской Народной Республике; был занесён на сайт «Миротворец» как лицо, угрожающее безопасности Украины. 6 октября 2017 года украинские СМИ распространили заведомо ложное сообщение о гибели Вязникова в результате крушения вертолёта Ми-28, сбитого под сирийской Хамой.
В 2018 году отвечал за создание в Воздушно-десантных войсках РФ подразделений армейской авиации, противовоздушной и противоракетной обороны, а также руководил совместными международными учениями России, Белоруссии и Сербии «Славянское братство – 2018».
С 2019 по 2020 год — заместитель начальника Общевойсковой академии Вооружённых Сил РФ.
С 2020 год — заместитель командующего Воздушно-десантными войсками Российской Федерации по воздушно-десантной подготовке.
С 17 по 23 мая 2021 года руководил Всероссийскими соревнованиями по парашютному спорту на кубок Центрального спортивного комитета «Рязанский Кремль-2021».

## Награды
- Орден Святого Георгия IV степени
- Орден «За заслуги перед Отечеством» 4 степени с мечами
- Орден «За военные заслуги»
- Орден Почёта
- Орден Дружбы
- Медаль «За боевые заслуги»
- Медаль «70 лет Вооружённых сил СССР»
- Ведомственные награды Министерства обороны РФ